# Ульман, Тес
Тес У́льман (Thees Uhlmann; род. 16 апреля 1974, Хеммор) — немецкий музыкант, певец, гитарист и писатель
. Он был одним из основателей инди-поп-группы Tomte, публиковался в таких изданиях, как Intro, Visions, Spex и Musikexpress.

## Биография
Ульман вырос со своим братом в маленьком городке Хеммур. В школьные времена Ульман основал группу в конце 1980-х годов, из которой в 1994 году основалась группа Tomte. После окончания средней школы  в 1993 году Ульман поступил на гражданскую службу, а в 1996 году начал преподавать политику и английский язык в Кёльнском университете. Через два года он перешел в Гамбургский университет. После первых успехов с Томте он бросил учебу в 2000 году.
В 1999 году он сопровождал группу Tocotronic в их турне K.O.O.K-tour и описал свои впечатления в дневнике, опубликованном под названием Wir könnten Freunde werden («Мы могли стать друзьями»).
В 2002 году Ульман вместе с Маркусом Вибушем и Райнером Бусторффом основали рекорд-лейбл Grand Hotel van Cleef, который представляет ежегодный фестиваль Fest van Cleef.
В 2005 году он снял фильм Keine Lieder über Liebe («No songs about love») с немецкими актёрами Юргеном Фогелем и Хайке Макач.
В 2011 году Тес Ульман выпустил сольный эпонимический альбом, занявший четвёртое место в хит-параде Германии
В 2013 году был выпущен второй сольный альбом, под названием «№2».  
В конце 2014 года Ульман участвовал в благотворительной акции Band Aid 30 Germany и  исполнил немецкую версию песни Do They Know It's Christmas?

## Дискография

### Альбомы
- Thees Uhlmann (2011, GHvC)

### Синглы
- Zum Laichen und Sterben ziehen die Lachse den Fluss hinauf (2011)